# هيل سيتي (كانساس)
هيل سيتي (بالإنجليزية: Hill City, Kansas)‏ هي مدينة تقع في مقاطعة غراهام، كانزاس بولاية كانساس في الولايات المتحدة. تبلغ مساحة هذه المدينة 2.59 (كم²)، وترتفع عن سطح البحر 666 م، بلغ عدد سكانها 1474 نسمة في عام 2010 حسب إحصاء مكتب تعداد الولايات المتحدة وتصل الكثافة السكانية فيها 569.1 نسمة/كم2.

## التركيبة السكانية
قام مكتب تعداد الولايات المتحدة بتحديد بيانات التركيبة السكانية لهيل سيتي في تعداد الولايات المتحدة. في ما يلي، التركيبة السكانية حسب تعدادي 2000 و2010.

### تعداد عام 2000
بلغ عدد سكان هيل سيتي 1,604 نسمة بحسب تعداد عام 2000، وبلغ عدد الأسر 696 أسرة وعدد العائلات 448 عائلة مقيمة في المدينة. في حين سجلت الكثافة السكانية 1,716.3 نسمة لكل ميل مربع (662.7/كم2). وبلغ عدد الوحدات السكنية 795 وحدة بمتوسط كثافة قدره 850.7 نسمة لكل ميل مربع (328.5/كم2).
وتوزع التركيب العرقي للمدينة بنسبة 94.33% من البيض و 0.19% من الأمريكيين الأصليين و 0.44% من الأمريكيين ذوي الأصول الآسيوية و 0.06% من سكان جزر المحيط الهادئ و 3.43% من الأمريكيين الأفارقة و 0.87% من عرقين مختلطين أو أكثر.
بلغ عدد الأسر 696 أسرة كانت نسبة 26.9% منها لديها أطفال تحت سن الثامنة عشر تعيش معهم، وبلغت نسبة الأزواج القاطنين مع بعضهم البعض 54.9% من أصل المجموع الكلي للأسر، ونسبة 7.9% من الأسر كان لديها معيلات من الإناث دون وجود شريك، وكانت نسبة 35.5% من غير العائلات. تألفت نسبة 32.6% من أصل جميع الأسر من أفراد ونسبة 18.0% كانوا يعيش معهم شخص وحيد يبلغ من العمر 65 عاماً فما فوق. وبلغ متوسط حجم الأسرة المعيشية 2.80، أما متوسط حجم العائلات فبلغ 2.21.
بلغ العمر الوسطي للسكان 46 عاماً. وكانت نسبة 21.3% من القاطنين تحت سن الثامنة عشر، وكانت نسبة 6.0% بين الثامنة عشر والأربعة وعشرون عاماً، ونسبة 21.6% كانت واقعةً في الفئة العمرية ما بين الخامسة والعشرون حتى والأربعة وأربعون عاماً، ونسبة 25.9% كانت ما بين الخامسة والأربعون حتى الرابعة والستون، ونسبة 25.2% كانت ضمن فئة الخامسة والستون عاماً فما فوق. يوجد لكل 100 أنثى 86.1 ذكر، ويوجد لكل 100 أنثى في الثامنة عشر من عمرها فما فوق 82.6 ذكر.
بلغ متوسط دخل الأسرة في المدينة 30,236 دولار، أما متوسط دخل العائلة فبلغ 36,500 دولار. وكان متوسط دخل الذكور 26,207 دولار مقابل 18,295 دولار للإناث. وسجل دخل الفرد الخاص بالمدينة 16,989 دولار. وكانت نسبة 6.2% من العائلات ونسبة 11.1% من السكان تحت خط الفقر، وكان من هؤلاء نسبة 13.5% تحت سن الثامنة عشر ونسبة 11.5% في الخامسة والستين من العمر وما فوق.

### تعداد عام 2010
بلغ عدد سكان هيل سيتي 1,474 نسمة بحسب تعداد عام 2010، وبلغ عدد الأسر 669 أسرة وعدد العائلات 404 عائلة مقيمة في المدينة. في حين سجلت الكثافة السكانية 1,474.0 نسمة لكل ميل مربع (569.1/كم2). وبلغ عدد الوحدات السكنية 783 وحدة بمتوسط كثافة قدره 783.0 لكل ميل مربع (302.3/كم2).
وتوزع التركيب العرقي للمدينة بنسبة 91.2% من البيض و 0.8% من الأمريكيين الأصليين و 0.3% من الأمريكيين ذوي الأصول الآسيوية و 4.5% من الأمريكيين الأفارقة و 2.8% من عرقين مختلطين أو أكثر.
بلغ عدد الأسر 669 أسرة كانت نسبة 24.2% منها لديها أطفال تحت سن الثامنة عشر تعيش معهم، وبلغت نسبة الأزواج القاطنين مع بعضهم البعض 49.8% من أصل المجموع الكلي للأسر، ونسبة 6.9% من الأسر كان لديها معيلات من الإناث دون وجود شريك، بينما كانت نسبة 3.7% من الأسر لديها معيلون من الذكور دون وجود شريكة وكانت نسبة 39.6% من غير العائلات. تألفت نسبة 35.4% من أصل جميع الأسر من أفراد ونسبة 19.6% كانوا يعيش معهم شخص وحيد يبلغ من العمر 65 عاماً فما فوق. وبلغ متوسط حجم الأسرة المعيشية 2.76، أما متوسط حجم العائلات فبلغ 2.14.
بلغ العمر الوسطي للسكان 48 عاماً. وكانت نسبة 20.8% من القاطنين تحت سن الثامنة عشر، وكانت نسبة 6.2% بين الثامنة عشر والأربعة وعشرون عاماً، ونسبة 19% كانت واقعةً في الفئة العمرية ما بين الخامسة والعشرون حتى والأربعة وأربعون عاماً، ونسبة 29.9% كانت ما بين الخامسة والأربعون حتى الرابعة والستون، ونسبة 23.9% كانت ضمن فئة الخامسة والستون عاماً فما فوق. وتوزع التركيب الجنسي للسكان بنسبة 46.9% ذكور و53.1% إناث.

## وصلات خارجية
- City Website
- The US50 - Cities and Towns in Kansas State